# Phileas (Fahrzeug)

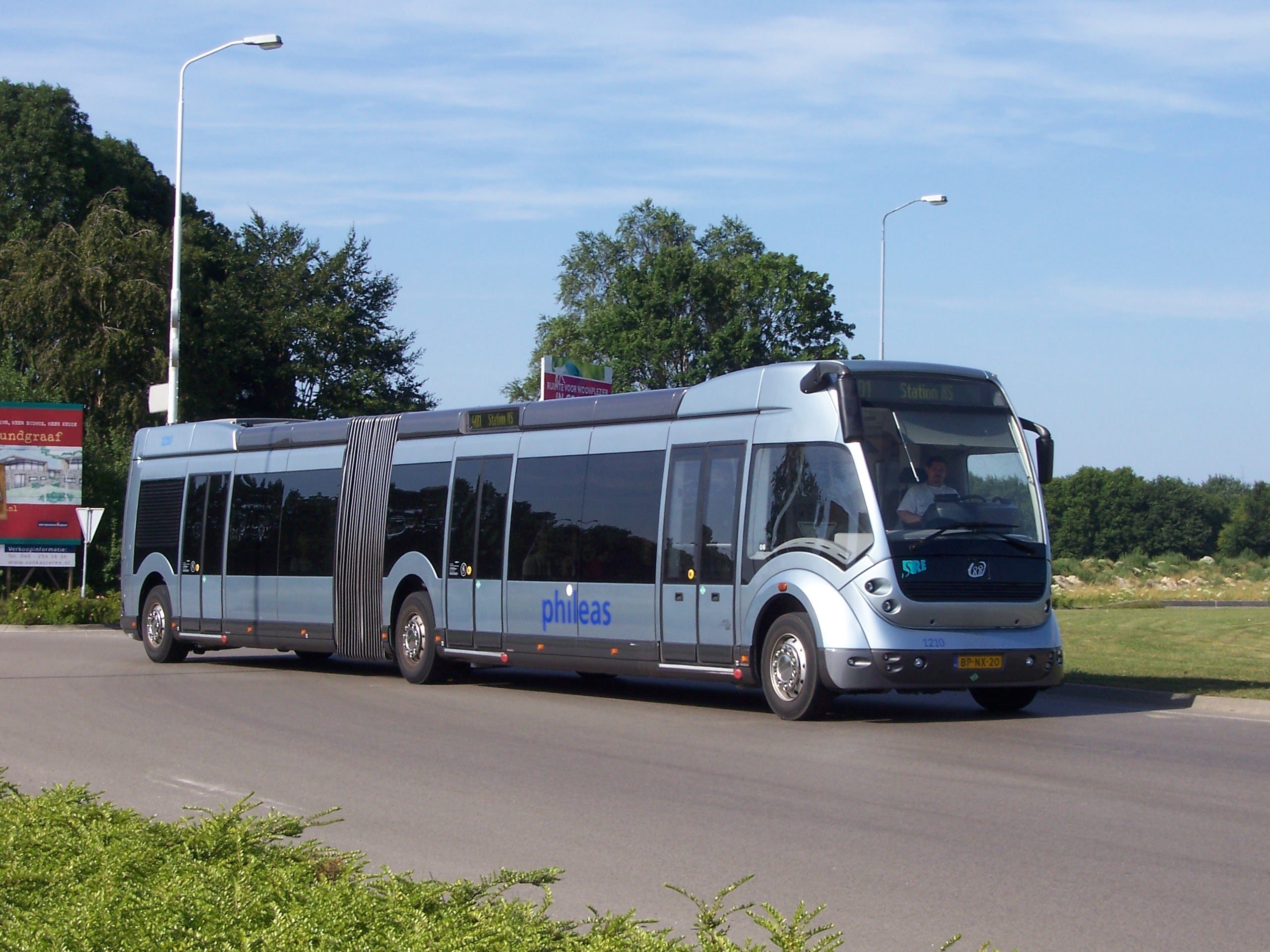
Eingelenkiges Fahrzeug

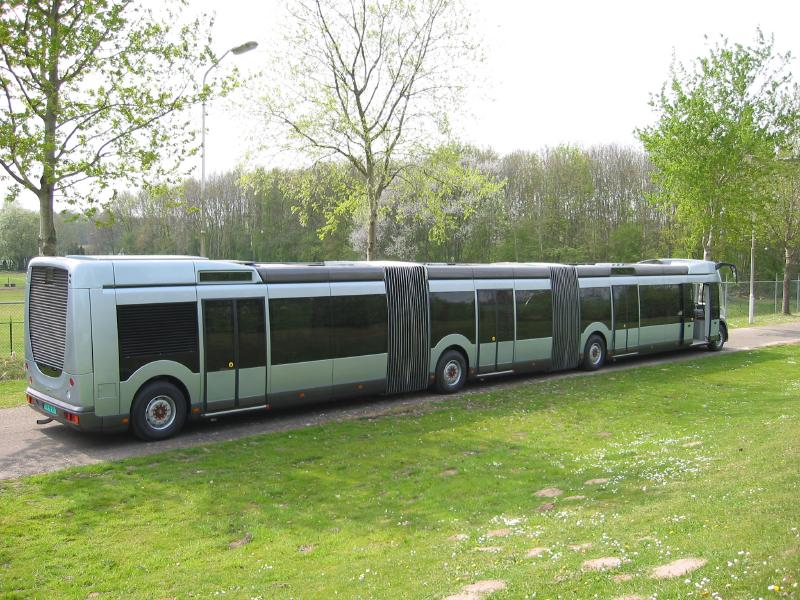
Doppelgelenk-Fahrzeug

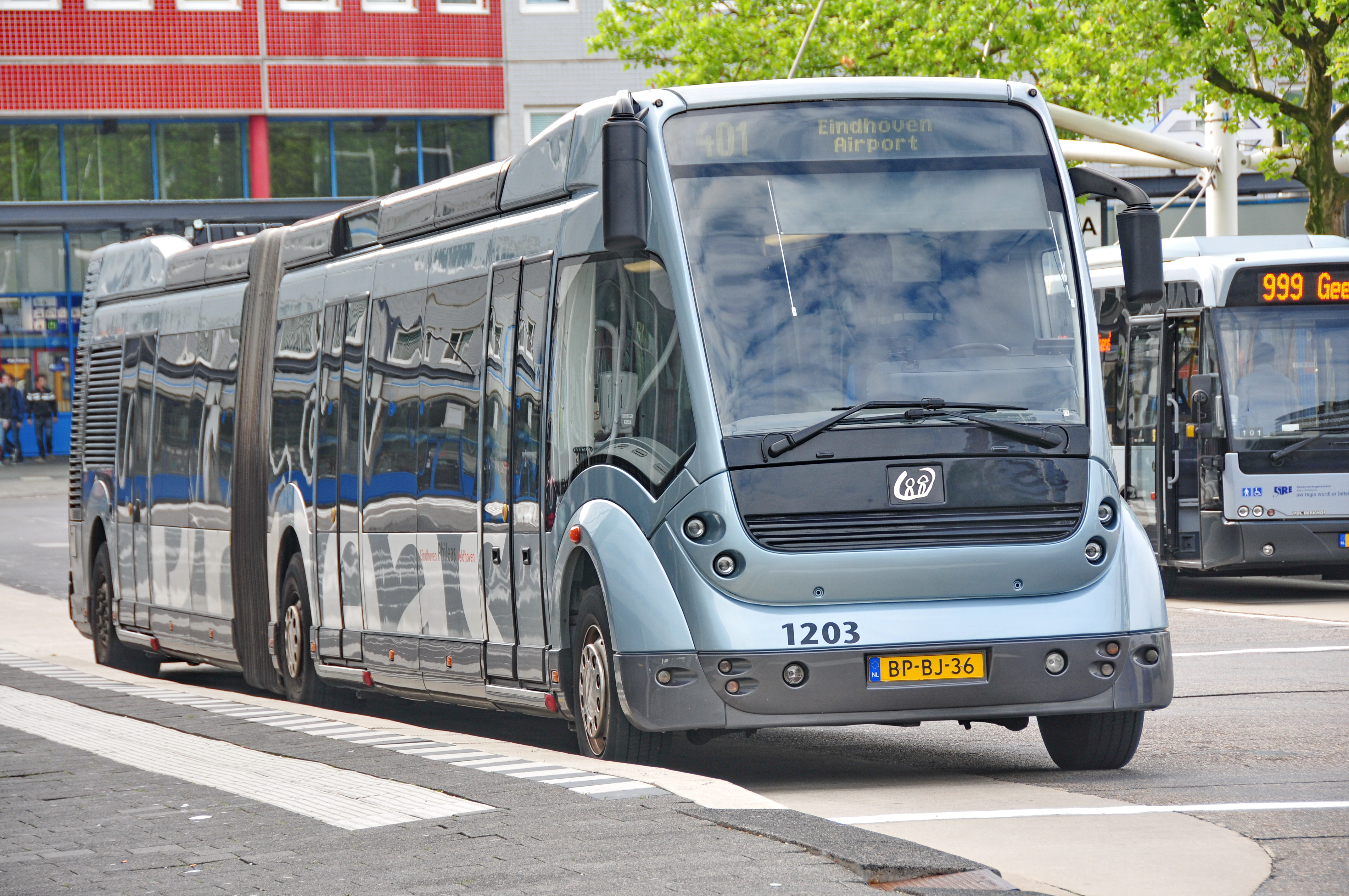
Eingelenkiges Fahrzeug

Phileas ist eine Linienbusplattform des niederländischen Unternehmens Advanced Public Transport Systems (APTS), an dem VDL einen Anteil von 70 % hatte.

## Geschichte
Die erste Variante des Phileas wurde als Spurbussystem entwickelt. Es wird seit 2004 als Pilotprojekt für den Öffentlichen Personennahverkehr in Eindhoven (Niederlande) betrieben. Entwickelt wurde das Projekt vom Samenwerkingsverband Regio Eindhoven (SRE). Es soll den Öffentlichen Nahverkehr mit hoher Qualität ohne hohen Investitionsbedarf verknüpfen.
Das Konzept entstand in den späten 1990er Jahren und sollte zudem das hohe technische Know-how in der Region Eindhoven widerspiegeln, um neue Arbeitsplätze in diesem Bereich anzuziehen.
Der Name ist angelehnt an Phileas Fogg aus „Reise um die Erde in 80 Tagen“ von Jules Verne und soll hohe Geschwindigkeit symbolisieren.

## Technik und Einsatz
Der Phileas war hauptsächlich für Fahrten auf Busspuren gedacht. Die Navigation folgt dabei einer vorprogrammierten Route, die ständig durch ein Magnet-Leitsystem in der Straße gegengeprüft wird. Technisch gesehen könnten die Busse autonom fahren, aufgrund der Rechtslage ist jedoch immer ein Fahrer an Bord.
Das Fahrzeug wurde in einer 18 m langen Variante mit einem Gelenk sowie in zweigelenkigen Varianten mit 24 bzw. 26 m Länge angeboten. Die Transportkapazitäten für 4/6/8 Stehplätze pro Quadratmeter waren 103/140/177 Passagiere bei 18 m, 129/171/212 Passagiere bei 24 m und 141/185/230 Passagiere bei 26 m; Abweichungen waren je nach Sitzanordnung möglich.
In Eindhoven kamen elf eingelenkige Fahrzeuge mit 18 m Länge sowie ein doppelgelenkiges Fahrzeug (24 m) zum Einsatz. Die Höchstgeschwindigkeit betrug 80 km/h. Der Innenraum bot 130 bzw. 180 Fahrgästen Platz.
Weitere Systeme waren in Vilnius, Korea und Israel geplant.
Die Phileas werden auch als Metrobüs in Istanbul (Türkei) eingesetzt. Das System Metrobüs besteht seit 2007 und reicht inzwischen von Avcilar nach Kadiköy (2009). Die dort eingesetzten 50 Phileas-Busse fallen im Praxiseinsatz allerdings oft aus. Es wurde berichtet, dass sie nicht für Trassen mit vielen Steigungen geeignet seien.
In Douai (Frankreich) wurden Phileas unter dem Namen Évéole auf der Linie A betrieben. Die Fahrzeuge haben wegen Mittelbahnsteigen an einigen Stationen auf beiden Seiten Türen.
Es wurde eine Variante des Phileas als Oberleitungsbus angeboten, wobei Bestellungen für Pescara und Rimini (Italien) vorlagen, wobei nach dem Bau und Auslieferung von jeweils einen Fahrzeug für beide Betriebe keine weiteren Lieferungen folgten und die beiden vorhandenen Fahrzeuge anschließend mehrere Jahre lang zum Verkauf standen. Im März 2021 wurden beide Fahrzeuge, deren Preis ursprünglich jeweils 700.000 € betrug, für 50.000 € pro Stück an den Oberleitungsbusbetrieb in Chișinău (Moldau) verkauft, wo sie seit 2022 eingesetzt werden.
Wasserstoffvariante

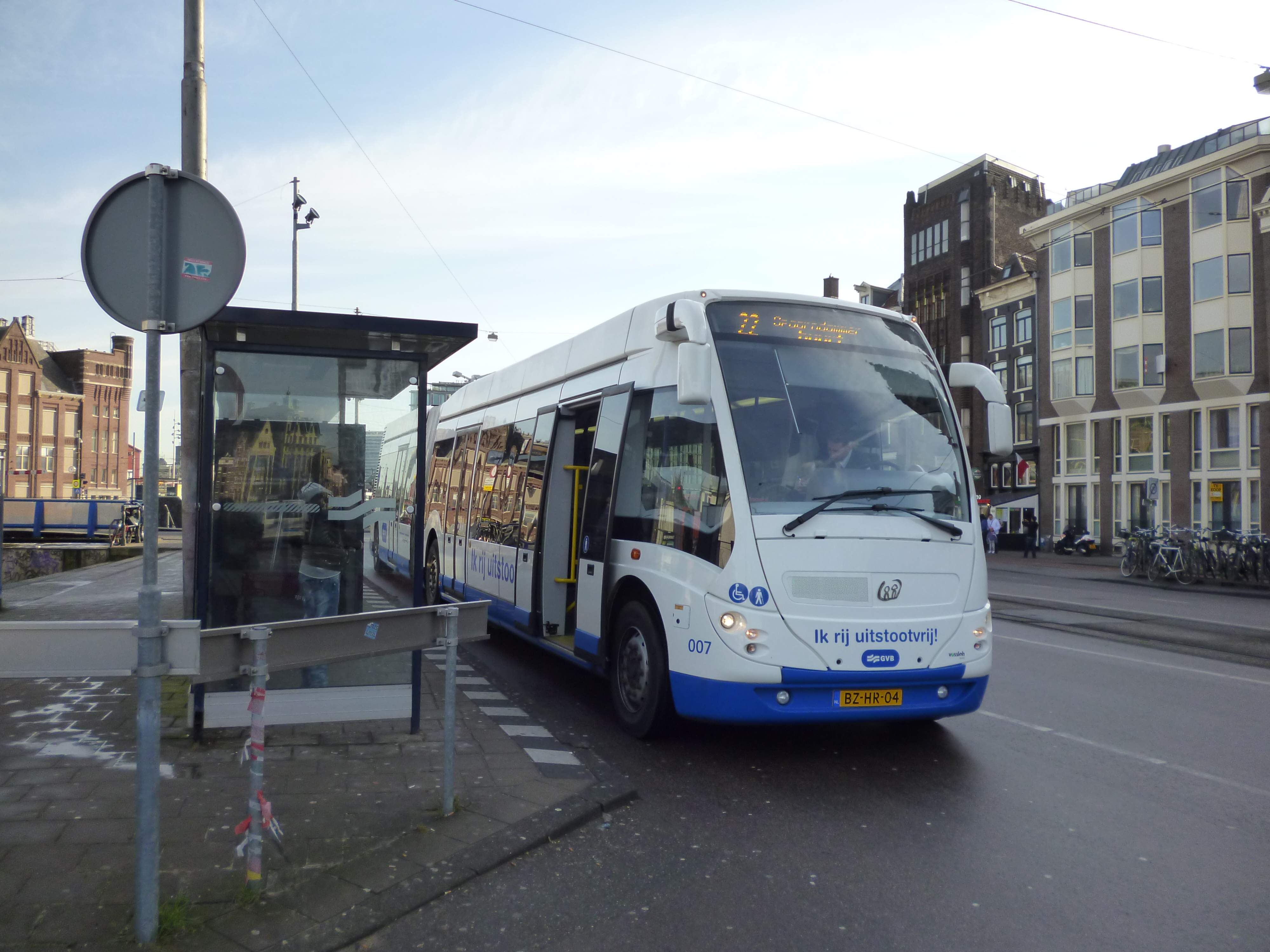
Eingelenkiges Fahrzeug mit Brennstoffzelle in Amsterdam

Eine eingelenkige 18 m lange Wasserstoff-Hybridbus-Variante des Phileas verkehrte mit zwei Exemplaren ab dem 8. September 2011 bei der Regionalverkehr Köln GmbH (RVK) im Rhein-Erft-Kreis. Die beiden 150 kW starken Busse wurden dabei im Stadtverkehr in Brühl und Hürth eingesetzt, sowie auf Regionalbuslinien. Neben APTS waren am Bau des Busses Vossloh-Kiepe (Hybridtechnologie), Hoppecke Batterien (Batterie), RWTH Aachen und FH Köln (Energiemanagement-System) beteiligt. Die Brennstoffzelle wurde von Ballard Power Systems zugekauft. Der für den Betrieb notwendige Wasserstoff fällt als Abfallprodukt von lokalen Chemieunternehmen an, zurückgewonnene Bremsenergie kann in einer 26 kWh fassenden Batterie gespeichert werden.
Die RVK hatte die Phileas Brennstoffzellen-Hybridbusse nach Auslaufen der Förderung Ende 2016 ausgemustert. Die HET Verkehrstechnik GmbH in Neumarkt am Wallersee hatte einen Bus für weitere Versuche und Forschungsarbeiten gekauft, der dann im Dezember 2020 verschrottet wurde.
Auch der GVB Amsterdam setzte ab 2012 zwei dieser Wasserstoff-Busse ein.